# Сергеевка (Волынская область)
Сергеевка (укр. Сергіївка) — село в Городищенской сельской общине Луцкого района Волынской области Украины.
До 2020 года входило в Гороховский район.
Код КОАТУУ — 0720881705. Население по переписи 2001 года составляет 90 человек. Почтовый индекс — 45753. Телефонный код — 3379. Занимает площадь 6 км².